# Dešeča vas
Dešeča vas – wieś w Słowenii, w gminie Žužemberk. W 2018 roku liczyła 66 mieszkańców.